# Hilfsspiegel
Als Hilfsspiegel wird bei zusammengesetzten optischen Systemen ein Spiegel bezeichnet, der den Strahlengang zur Seite lenkt oder in seiner Brennweite verändert. Bekannte Beispiele sind
Bei Fernrohren:
- Fangspiegel bei astronomischen Spiegelteleskopen
- Sekundärspiegel bei katadioptrischen Systemen oder Schiefspieglern.
- Umlenkspiegel bzw. Umlenkprisma hinter dem Okular von Fernrohren
- Axialer Spiegel beim Gebrochenen Fernrohr
- Zenitprisma (Bauart mit Spiegel), Zenitokular bei Theodoliten.

Bei anderen Instrumenten:
- Ablesespiegel für Teilkreise älterer Messinstrumente
- Autofokus-Hilfsspiegel in Kameras für die Phasendetektion. Klappt er hoch, geht der Meßstrahl zur Belichtungsmessung
- Beleuchtungspiegel beim Mikroskop oder beim Fadennetzokular
- bei Xenonlampen zur besseren Ausrichtung des Lichts
- der zweite Spiegel beim Sidero- und Coelostat
- halbdurchlässiger Messspiegel beim Spiegelsextanten
- Klappspiegel bei der Umschaltung von Ableseeinrichtungen (z. B. bei Spezialkameras oder Theodoliten)
- Schwingspiegel bei der Spiegelreflexkamera.